# Herta Cohn-Bendit
Herta Judith Cohn-Bendit  (* 16. Januar 1907 in Posen, Deutsches Reich als Herta David; gestorben 23. September 1963 in London) war eine deutsche Juristin. Sie gehörte während des Zweiten Weltkriegs zu einer Gruppe intellektueller deutscher Exilanten in Paris um Walter Benjamin, Hannah Arendt und Heinrich Blücher. Sie war die Mutter von Daniel und Gabriel Cohn-Bendit und war zeitweise mit Erich Cohn-Bendit verheiratet. Sie leitete ein jüdisches Kinderheim des Centre des éclaireurs israélites und das jüdische Gymnasium École Maïmonide.

## Leben
Herta Cohn-Bendit wurde als Herta David in Posen geboren, als Posen noch zum Deutschen Reich gehörte. Ihre Eltern, Lina und Albert Abraham David, zogen nach Berlin, wo sie bis 1933 einen Großhandel für Schuhwaren („Engrosgeschäft“) betrieben. Zusammen mit ihrer Schwester Alice und ihrem Bruder Julius lebten sie in der Landshuter Straße in Berlin-Schöneberg. Ihre Eltern waren beide jüdisch, die Kinder erhielten aber keine jüdische Erziehung, auch wenn sie ein wenig jiddisch lernten.
Nach ihrem Abitur begann sie 1926 ein Medizinstudium in Berlin, entschied sich jedoch bald, zu den Rechtswissenschaften zu wechseln. Im März 1931 absolvierte sie ihre erste juristische Staatsprüfung und ging im Anschluss für ein Semester nach Heidelberg, um ihre Doktorarbeit fertigzustellen. Im Herbst 1931 begann sie ihr dreijähriges Referendariat. Ihre Stationen waren das Amtsgericht Köpenick, Notar Leo Pincuss, Landgericht Berlin und Berliner Kammergericht absolvierte. Am Landgericht hatte sie Alfred Witkon zum Kollegen. In Berlin wurden der Anwalt Erich Cohn-Bendit und Herta David ein Paar. Sie lernten sich vermutlich in der linken Szene kennen.

### Flucht nach Frankreich
Erich Cohn-Bendit übernahm gemeinsam mit Hans Litten den Felseneck-Prozess. Dieser behandelte einen gewalttätigen Zusammenstoß zwischen SA-Mitgliedern und Kommunisten in der Berliner Laubenkolonie Felseneck am 19. Januar 1932, bei dem der Kommunist Fritz Klemke getötet wurde. Trotz klarer Beweise für die Mordtat wurden die SA-Beteiligten aufgrund einer Weihnachtsamnestie freigelassen. Als Adolf Hitler 1933 zum Reichskanzler ernannt wurde, es zum Reichstagsbrand kam und Litten verhaftet wurde, floh Erich Cohn-Bendit im März nach Paris. Herta David war kurz vor ihrem Abschluss als das sogenannte Gesetz zur Wiederherstellung des Berufsbeamtentums im April in Kraft trat. Der darin enthaltene Arierparagraph führte dazu, dass Herta David entlassen wurde und ihre Ausbildung nicht beenden konnte. Sie folgte im Juli ihrem Partner nach Paris. Mit der Flucht nach Frankreich wurde ihr der deutsche Pass entzogen und sie galt als staatenlos.
Gemeinsam lebten sie im 15. Arrondissement, wo viele deutsche Exilanten lebten. Bald gehörten sie zum Bekanntenkreis von Walter Benjamin, der in seinem Haus in der Rue Dombasle 10 regelmäßig Diskussionstreffen organisierte, wodurch sie beispielsweise Hannah Arendt, Heinrich Blücher, Arthur Koestler und Max Ophüls kennenlernten. Herta David und Erich Cohn-Bendit erhielten beide keine Arbeitserlaubnis, weshalb Herta David in der jüdischen Gemeinde arbeitete und Gelegenheitsjobs (ab 1938 arbeitete sie als Verkäuferin in einer Textilfirma) annahm. Als die Familie aus Deutschland kein Geld zur Unterstützung mehr schicken konnte, wurde Herta David zeitweise zur Alleinverdienerin.
Im Jahr 1934 heiratete das Paar und Herta David nahm den Namen Cohn-Bendit an. Zwei Jahre später wurde Sohn Jean Gabriel Cohn-Bendit (1936–2021) geboren. Herta Cohn-Bendits Schwester emigrierte nach Palästina. Erich Cohn-Bendit wurde 1939/1940 mit Heinrich Blücher in Villemalard und in Brest interniert. Währenddessen floh Herta Cohn-Bendit im Zuge der Niederlage Frankreichs mit ihrem Sohn nach Montauban in Südfrankreich, was zu der Zeit unbesetzte Zone war. Dort traf sie erneut auf Hannah Arendt. Erich Cohn-Bendit kam zu Fuß aus der Bretagne nach Montauban nach. 1942 gab das Paar Cohn-Bendit Sohn Gabriel in Obhut an eine französische Familie in Moissac und besorgte sich falsche Papiere. Bis zum Ende des Zweiten Weltkriegs wechselten sie häufig die Quartiere und verwendeten den Nachnamen Delpioux. Aus dem Grund erfuhr Herta Cohn-Bendit erst später, dass ihre Mutter und ihr jüngerer Bruder mit dem 20. Osttransport am 26. September 1942 nach Raasiku bei Tallinn deportiert und kurz darauf ermordet wurden.
Nachdem die Alliierten Südfrankreich befreit hatten, wurde 1945 Sohn Daniel Cohn-Bendit geboren. Herta Cohn-Bendit wollte gern nach Israel übersiedeln, Erich Cohn-Bendit lehnte dies aber ab.

### Nach dem Zweiten Weltkrieg
Nach der Geburt von Daniel zogen sie kurzzeitig zurück nach Paris und dann nach Cailly-sur-Eure in der Normandie, wo die Herta Cohn-Bendit ein jüdisches Kinderheim leitete. Das Kinderheim gehörte zu dem Centre des éclaireurs israélites. Zwei Jahre später, 1949 zogen die Cohn-Bendits wieder nach Paris, auch wenn sich Herta und Erich Cohn-Bendit trennten. Herta Cohn-Bendit zog mit Daniel in den Vorort Boulogne-Billancourt und übernahm die wirtschaftliche Leitung des jüdischen Gymnasiums École Maïmonide. Erich Cohn-Bendit zog 1950 nach Frankfurt und eröffnete dort seine Kanzlei. Er erzielte für Herta eine Wiedergutmachung von 2000 DM pro Monat, da sie aufgrund der diskriminierenden Gesetze aus dem Staatsdienst entlassen wurde und sie nicht Jugendrichterin werden konnte wie geplant. Erich Cohn-Bendit erkrankte 1958 an Krebs, weshalb Herta Cohn-Bendit für die Pflege, trotz der Trennung, mit Sohn Daniel nach Frankfurt kam und bis zu seinem Tod 1959 blieb.
1963 besuchte Herta Cohn-Bendit die Schwester von Erich Cohn-Bendit in London und erlitt dort zwei Herzinfarkte, an denen sie starb. Ihr Körper wurde auf dem Golders Green Jewish Cemetery beigesetzt.